# لوكا فيتالي
لوكا فيتالي (بالإيطالية: Luca Vitali)‏ مواليد 09 مايو 1986، هو لاعب كرة سلة إيطالي يلعب في ليغا باسكيت الدرجة الأولى ويحمل الرقم 7. مثّل منتخب إيطاليا لكرة السلة.

## فرق لعب لها
- أولمبيا ميلانو
- فيرتوس روما

## روابط خارجية
- لوكا فيتالي على موقع الاتحاد الدولي لكرة السلة (الإنجليزية)
- لوكا فيتالي على موقع الدوري الأوروبي لكرة السلة (الإنجليزية)
- لوكا فيتالي على موقع الدوري الإسباني لكرة السلة (الإسبانية)
- لوكا فيتالي على موقع كرة السلة الأوروبية.كوم (الإنجليزية)
- لوكا فيتالي على موقع ريلجم (الإنجليزية)
- لوكا فيتالي على موقع بروبوليرز (الإنجليزية)
- لوكا فيتالي على موقع سبورتس رفرنس (الإنجليزية)